# Zamlaka
Zamlaka är en ort i Kroatien.   Den ligger i länet Varaždin, i den nordöstra delen av landet, 70 km nordost om huvudstaden Zagreb. Zamlaka ligger 158 meter över havet och antalet invånare är 440.
Terrängen runt Zamlaka är platt. Runt Zamlaka är det ganska tätbefolkat, med 149 invånare per kvadratkilometer. Närmaste större samhälle är Varaždin, 12,4 km väster om Zamlaka. Trakten runt Zamlaka består till största delen av jordbruksmark.